# Daia Nova
Daia Nova (en castellà i oficialment Daya Nueva) és un municipi del País Valencià que es troba a la comarca del Baix Segura.

## Història
El topònim del lloc procedix de l'àrab i significa "xicoteta depressió tancada". Va formar amb Daia Vella un sol municipi, del qual es va separar la primera meitat del segle xix. Els seus senyors jurisdiccionals foren els marquesos de Dosaigües i posteriorment, els Roca de Togores.
El 1892 es va concedir el títol de comte de Daia Nova a l'enginyer forestal Vicent Dasí Puigmoltó, fill del sisé marqués de Dosaigües.
És un poble al qual hi ha empadronats 1.272 habitants, de parla castellana, i té el topònim oficial de Daya Nueva.

## Símbols
La bandera de Daia Nova és un símbol vexil·lològic d'aquest municipi de la comarca del Baix Segura. És una bandera de 3 parts de llargària per 2 d'amplària, en or o groc. El símbol parlant de tres peres verdes o sinople ben ordenades, sobremuntades per un cairó d'or o groc carregat de quatre pals de gules o rojos, en representació a la Corona d'Aragó. Va ser aprovada pel municipi de Daia Nova el 10 de maig de 2012. Publicat en el DOGV núm. 7.070, del 18 de juliol de 2013.

## Geografia
La principal activitat econòmica és la producció de llegums i cítrics. El terreny del terme, de 7,2 km², es va fer cultivable amb la dessecació dels aiguamolls que a mitjan segle xviii va ordenar el cardenal Belluga.
El nucli rural de la Pobla de Rocamora és una antiga partida de traçat urbà en entorn rural, amb edificacions adossades als dos costats del camí que el comunica amb el municipi de Daia Nova.
El patrimoni de Daia Nova es concreta en l'església de Sant Miquel, on es conserva una remarcable talla barroca. La gastronomia popular ens oferix olla amb pilotes, corder a la brasa i arròs amb conill.

## Política i govern

### Alcaldia
Des de 2011 l'alcaldessa de Daya Nova és María Teresa Martínez Girona, primerament per la Unión Popular de Daya Nueva (UPDN) i des de 2019 per Ciutadans - Partit de la Ciutadania (Cs).
| Període                       | Alcalde o alcaldessa           | Partit polític | Data de possessió | Observacions |
| ----------------------------- | ------------------------------ | -------------- | ----------------- | ------------ |
| 1979–1983                     | Francisco Martínez Aguirre     | UCD            | 19/04/1979        | --           |
| 1983–1987                     | Juan García García             | AP-PDP-UL-UV   | 28/05/1983        | --           |
| 1987–1991                     | Juan García García             | AP             | 30/06/1987        | --           |
| 1991–1995                     | Francisco Mateo Vasqueza       | PSPV-PSOE      | 15/06/1991        | --           |
| 1995–1999                     | Francisco Martínez Aguirre     | PP             | 17/06/1995        | --           |
| 1999–2003                     | Manuel Mariano Pedraza Pedraza | PP             | 03/07/1999        | --           |
| 2003–2007                     | Manuel Mariano Pedraza Pedraza | PP             | 14/06/2003        | --           |
| 2007–2011                     | Pablo Castillo Ferri           | APDN           | 16/06/2007        | --           |
| 2011–2015                     | María Teresa Martínez Girona   | UPDN           | 11/06/2011        | --           |
| 2015–2019                     | María Teresa Martínez Girona   | UPDN           | 13/06/2015        | --           |
| 2019-2023                     | María Teresa Martínez Girona   | Cs             | 15/06/2019        | --           |
| Des de 2023                   | n/d                            | n/d            | 17/06/2023        | --           |
| Fonts: Generalitat Valenciana |                                |                |                   |              |

### Eleccions municipals de 2011
| Candidatura | Candidatura                               | Cap de llista                | Vots | Regidors | % vots |
| ----------- | ----------------------------------------- | ---------------------------- | ---- | -------- | ------ |
|             | Partit Popular de la Comunitat Valenciana | Pablo Miguel Castillo Ferri  | 468  | 4        |        |
|             | Unión Popular de Daya Nueva               | María Teresa Martínez Girona | 386  | 4        |        |
|             | Partit Socialista del País Valencià       | José María Paredes Espinosa  | 148  | 1        |        |
| Total       | Total                                     | 1002                         | 1002 | 9        |        |